# Catasetum randii
Catasetum randii es una especie de orquídea epifita originaria de Brasil.

## Descripción
Es una orquídea epifita de tamaño mediano, que prefiere clima cálido. Tiene  pseudobulbos elípticos, que llevan a 6 hojas, plegadas, elípticas y agudas. Florece en una inflorescencia basal, erguida, robusta, verde, con varias flores.

## Distribución
Se encuentra en  el Amazonas en Brasil.

## Taxonomía
Catasetum randii fue descrito por  Robert Allen Rolfe y publicado en  Bulletin of Miscellaneous Information Kew 394. 1894.
Etimología
Ver: Catasetum
randii: epíteto otorgado en honor del botánico Edward Sprague Rand.
- Características de las orchidáceas